# Милутин Бебекоски
Милутин Бебекоски (на македонска литературна норма: Милутин Бебекоски) е поет и детски писател от Република Македония.

## Биография
Роден е в 1941 година в стружкото село Вевчани, тогава в Кралство Югославия. Завършва средно образование. Работи като чиновник. Член е на Дружеството на писателите на Македония от 1973 година. Носител е на наградата на РТВ Скопие.
След дълго боледуване умира на 18 септември 2014 година във Вевчани.